# Fidel ze Sigmaringy
Svatý Fidel ze Sigmaringy /lat. Fidelius de Sigmaringen/ (1578, Sigmaringen v Německu – 24. dubna 1622) byl katolický kněz a mučedník.

## Život
Narodil se v německém městě Sigmaringen v rodině soudce a starosty v jedné osobě. Původně se jmenoval Marek Roy. Vystudoval filosofii a práva. Začal působit jako advokát.

### Advokátem
Jako advokát se často zastával chudých a utlačovaných, za což byl nazýván advokát chudých. Jeho nekompromisní spravedlnost byla divná jeho kolegům, kteří dbali hlavně na své blaho. Jeden kolega mu doporučil, aby slevil ze své spravedlnosti a že si tím vydělá slušné peníze. To byl pro Marka impuls, aby práce advokáta nechal.

### Kapucínem
Marek si doplnil studia, byl vysvěcen na kněze a záhy na to, 4. října 1612 vstoupil do kapucínského noviciátu ve Freiburgu. S řeholním rouchem přijal jméno Fidelis - což v překladu znamená věřící. Heslem se mu stala věta z biblické knihy Janova Zjevení (Apokalypsa): Buď věrný až do smrti a dám ti korunu života. (Zj 2,10).
Po skončení noviciátu v roce 1613 ještě konal teologická studia v Kostnici a Frauenfeldu. Stal se posléze kvardiánem, čili představeným v několika kapucínských klášterech.

### Působení
Věnoval se kazatelství, jakožto nejlepšímu prostředku, jak pozvednout mravní úroveň prostého lidu. Byl rovněž vyhledávaným duchovním vůdcem a zpovědníkem. Mimo to pomáhal chudým u soudů vymáhat jejich práva. Zde se mu hodila jeho dřívější praxe advokáta.
Psal si zápisky o svém duchovním životě, které později vyšly jako Exercitia Spiritualita (přeloženo: Duchovní cvičení) a později jako Cvičení serafínské zbožnosti.
Působil ve Vorarlbersku a Švýcarsku. Zde začal pracovat na obnově katolické víry, která byla nabouraná reformací. Výmluvný je podpis, kterým signoval svá díla: Bratr Fidelis, zakrátko potrava červů.

### Mučednictví
Ve Švýcarsku působil ve Seewiesu, kde bylo mnoho kalvinistů. Přítomnost katolického kněze kalvinské odpadlíky dráždila. Když kázal, bylo po něm stříleno. Vyšel z kostela, aby zabránil jeho znesvěcení krveprolitím, protože byl zasažen. Na okraji Seewiesu jej dohnali kalvinisté a začali jej nutit, aby přijal jejich víru. Tehdy jim odpověděl: "Přišel jsem Vám, milí bratři, hlásat pravou víru a nikoliv přijmout vaší víru znetvořenou." okamžitě se na něj vrhli a umlátili ho.
Je prvomučedníkem kongregace pro šíření víry. Svatořečil jej papež Benedikt XIV. v roce 1746.

## Další informace
Se jménem světce je možná spjat i název kopce Fidlův kopec (Fiedlhübel) - nejvyšší vrchol pohoří Oderské vrchy.